# Emlingen
Emlingen é uma comuna francesa na região administrativa de Grande Leste, no departamento Alto Reno. Estende-se por uma área de 2,41 km². Em 2010 a comuna tinha 298 habitantes (densidade: 123,7 hab./km²).